# FLIC (format)
FLIC (rozszerzenia FLI i FLC) – format plików zawierających animację, gdzie każda klatka jest 256-kolorowym obrazem indeksowanym. Został opracowany w latach 80. i 90. na potrzeby programów graficznych Animator i Animator Pro firmy Autodesk, jest jednak obsługiwane przez wiele innych programów. Jego starsza wersja (FLI) pozwala na zapis animacji w rozdzielczości 320x200 pikseli, natomiast nowsza (FLC) nie nakłada takich ograniczeń.
Na poziomie pojedynczej klatki animacji może być stosowana kompresja RLE. Ponadto w celu zmniejszenia rozmiaru pliku wynikowego stosuje się kodowanie różnicowe dwóch kolejnych klatek, które ma na celu pominięcie powtarzających się fragmentów obrazu:
1. pominięcie ciągu wspólnych wierszy pikseli od dołu i góry obrazu;
2. w pojedynczym wierszu pikseli pominięcie z lewej i prawej strony tych pikseli, które się powtarzają.

W formatach FLI/FLC istnieje także możliwość animacji palety kolorów, wówczas bufor obrazu pozostaje bez zmian. Animacja palety na kartach graficznych VGA, popularnych w latach '90, była bardzo szybka.